# Hesperobaenus alternatus
Hesperobaenus alternatus is een keversoort uit de familie kerkhofkevers (Monotomidae). De wetenschappelijke naam van de soort werd in 1910 gepubliceerd door Schaeffer.